# نونويتشي
نونويتشي  هي مدن اليابان، تتبع إيشيكاوا، بلغ عدد سكانها 55٬517  نسمة، في 2017، تبلغ مساحتها 13٫56 كيلومتر مربع.

## أعلام
- هيروماسا يونيبايشي